# ラジON
ラジONは、1999年10月から2002年9月まで中国放送（RCC）で放送されていた夜のラジオ番組。
2000年に日本民間放送連盟賞のラジオ生ワイド部門優秀賞を受賞した。

## 概要
それまでのラジオチョモランマに代わって放送された。
1999年10月から2000年3月までは、火曜日〜金曜日の20:00〜23:30に、RCCの男性アナウンサー1人と女性アシスタント1人がペアで日替わり放送していた。
2000年4月の改編で、ニッポン放送製作のallnightnippon SUPER!ネット受け開始に伴い、「ファンキーモンキーオッキー」のみ継続。日曜日の22:00〜24:00に放送枠が移動となった。
最後の半年間のみ女性アシスタントなしで放送された。

## 歴史

### 1999年10月〜2000年3月
| 曜日 | テーマ                         | メインパーソナリティー         | アシスタント                 | その他出演者                             |
| ---- | ------------------------------ | ------------------------------ | ---------------------------- | ---------------------------------------- |
| 火   | 「宗像総一郎のムナムナさわぎ」 | 宗像総一郎 （RCCアナウンサー） | 山迫未紀子                   | 新谷ちほり 和佐由紀子（RCCアナウンサー） |
| 水   | 「ファンキーモンキーオッキー」 | 沖繁義 （RCCアナウンサー）     | 杉原瑞枝                     | なし                                     |
| 木   | 「王様ヨコヤマパンチ」         | 横山雄二 （RCCアナウンサー）   | 吉田千尋 （RCCアナウンサー） | なし                                     |
| 金   | 「黒帯青山七段」               | 青山高治 （RCCアナウンサー）   | 津野瀬果絵                   | なし                                     |

- 番外編：「若様サカウエパンチ」

坂上俊次（RCCアナウンサー）
「王様ヨコヤマパンチ」内でちょっとだけ登場。「ファンキーモンキーオッキー」への刺客として登場するも、トークが続かず、王様からダメ出しされて終了。

### 2000年4月〜2002年3月
| 曜日 | テーマ                         | メインパーソナリティー     | アシスタント | その他出演者 |
| ---- | ------------------------------ | -------------------------- | ------------ | ------------ |
| 日   | 「ファンキーモンキーオッキー」 | 沖繁義 （RCCアナウンサー） | 若林麻衣子   | なし         |

### 2002年4月〜2002年9月
| 曜日 | テーマ                         | メインパーソナリティー     | アシスタント | その他出演者 |
| ---- | ------------------------------ | -------------------------- | ------------ | ------------ |
| 日   | 「ファンキーモンキーオッキー」 | 沖繁義 （RCCアナウンサー） | なし         | なし         |

## 放送時間の変遷
- 1999年10月〜2000年3月　毎週（火）〜（金）20:00〜23:30
- 2000年4月〜2002年9月　毎週（日）22:00〜24:00（23:55の時期も有り）

## コーナー

### 1999年10月〜2000年3月
火曜日：「宗像総一郎のムナムナさわぎ」
水曜日：「ファンキーモンキーオッキー」
木曜日：「王様ヨコヤマパンチ」
金曜日：「黒帯青山七段」

### 2000年4月〜2002年10月
各コーナーは時期により随時入れ替わっている。短命で終わったコーナーも多い。
- タイトルコール→君のREDパワーがみたい、ファンキースクワット＆タイトルコール
- This week オッキー
- チャート学園みんなのうた　〜char-GAKU〜
- 宿便の叫び
- ラジON　三段斬り
- 名探偵は誰だ（名探偵は誰だ解決編）
- LISTENER JUDGE （LISTENER JUDGE 審判下る）
- ラジON　ERO級伝説
  - ぶっちゃけGirls（＝女子大生スタッフ）への質問コーナー　※単発
- 逮捕状→オダギリジョー
- オハガキクラブ
  - オッキー　ダメ出し宣言
  - 前略 沖繁義様

etc